# Relaciones Cabo Verde-México
Las naciones de Cabo Verde y México establecieron relaciones diplomáticas en 1976. Ambas naciones son miembros de las Naciones Unidas.

## Historia
Cabo Verde y México establecieron relaciones diplomáticas en 1976, un año después de que ese país obtuviera su independencia de Portugal. En junio de 1982, México fue invitado a participar en una mesa redonda sobre programas de desarrollo en Cabo Verde, sin embargo, México no disponía de recursos y que no podía contraer compromisos financieros de ninguna índole. Por lo tanto, el gobierno mexicano decidió no participar en dicho evento.
En marzo de 2002, el Primer ministro de Cabo Verde, José Maria Neves, visitó Monterrey, México para asistir a la Conferencia Internacional sobre la Financiación para el Desarrollo junto con su homólogo mexicano, el presidente Vicente Fox.
En noviembre de 2010, el gobierno de Cabo Verde envió una delegación de 5 miembros para asistir a la Conferencia de las Naciones Unidas sobre el Cambio Climático de 2010 en Cancún, México.
En 2024, ambas naciones celebraron 24 años de relaciones diplomáticas.

## Misiones Diplomáticas
- Cabo Verde está acreditado ante México a través de su embajada en Washington D. C., Estados Unidos.[5]
- México está acreditado ante Cabo Verde a través de su Misión Permanente ante las Naciones Unidas en Nueva York, Estados Unidos.[6]